# 后城古街巷
后城街，是中国福建省泉州市古城区东南部的一条石板街，东起侨乡商品街，西抵府学路文庙广场，长700余米，百源路以东属于鲤中街道清华社区，百源路以西属于海滨街道涂门社区。后城街位于涂门街北侧，依傍唐宋罗城城濠沟，通过祖师巷桥、百源桥、清真寺桥、兵马司桥与涂门街相连。后城位于泉州原宋代罗城的南城墙之后，故称为后城巷。1990年代中期拓宽为街。在旧城改造中，这里开发为泉州后城旅游文化古玩街，古街两边古色古香，古民居鳞次栉比：
- 后城90-98号：泉苑茶庄，创办于清朝道光八年（1828年）。
- 后城112号：黄宅。
- 后城116号（定香静舍）、118号、187号：杨宅。
- 后城112号：济阳别墅蔡德燥民居
- 后城122号：古厝茶馆，清末三进式大厝。
- 后城138号、140号：“好德何”祖宅何宅。
- 后城街144号：集古斋，三进闽南大厝，由何景明先生打造成古玩经营场。
- 后城167号：厚诚祖师公宫，始建于明代洪武年间，祭祀杨家将中的杨五郎。
- 后城街227-6号：清净寺游客接待中心（正门在涂门街）。

1983年1月，后城古街巷公布为第二批泉州市文物保护单位。。